# Lorenzo Barco
Lorenzo Barco (Casal Cermelli, 5 maggio 1866 – Canelli, 23 agosto 1952) è stato un generale italiano.

## Carriera militare
È stato generale di divisione nella prima guerra mondiale, servendo nel 1915-1916 ad Asiago, nel 1917-1918 presso la 20ª divisione di fanteria a Salerno e dal 20 settembre 1918 al 21 aprile 1919 presso l'80ª Divisione alpini, inizialmente inquadrata nella 1ª Armata e poi assegnata al XXX Corpo d'armata della 4ª Armata.

### Ripristino degli argini del Piave
Dopo l'armistizio del 4 novembre 1918 si occupò del problema della riparazione e del ripristino degli argini dei fiumi veneti e friulani, danneggiati in seguito alle vicende belliche, in tempo per proteggere le popolazioni dalle possibili inondazioni a seguito delle piene invernali e primaverili del Piave, del Monticano, della Livenza, del Tagliamento.
Il generale Barco coordinò la ricostruzione degli argini del Piave, tuttora esistenti, ripartendo il lavoro tra le unità dell'esercito che dipendevano da lui e impegnando circa 9500 uomini e 330 ufficiali. L'VIII raggruppamento alpino (6º e 13º gruppo alpino) si occupò degli argini per circa 11 km da Cimadolmo a Ponte di Piave e il IX raggruppamento alpino (17º e 20º gruppo alpino) per circa 12 km da Salgareda a Ca' Gonfo Mussetta.